# Kolossowka (Kaliningrad)
Kolossowka (russisch Колосовка, deutsch Willgaiten und Wiekau, litauisch Vileitai und Vikuva) ist ein Ort in der russischen Oblast Kaliningrad im Rajon Selenogradsk. Er gehört zur kommunalen Selbstverwaltungseinheit Stadtkreis Selenogradsk. 

## Geographische Lage
Kolossowka liegt nordwestlich der Oblasthauptstadt Kaliningrad (Königsberg) und ist über eine Stichstraße von der Hauptstraße Cholmogorowka (Fuchsberg) – Pereslawskoje (Drugehnen) – Teilstück der früheren deutschen Reichsstraße 143 – aus zu erreichen. Eine Nebenstraße führt von Ljublino (Seerappen) nach hier. Der Ort ist Bahnstation („Kolossowka-Sapadnaja“) an der Bahnstrecke Kaliningrad–Swetlogorsk (Königsberg–Rauschen), der einstigen Samlandbahn. 
Der bis 1947 Willgaiten genannte Ortsteil Kolossowkas liegt am Südostufer des aufgestauten Prud Weliki (Wiekauer Teich) und ist 16 Kilometer von Kaliningrad entfernt. Das einstige Wiekau liegt im Südwesten des Prud Weliki und ist 18 Kilometer von Kaliningrad entfernt. Es ist über eine Nebenstraße von Pereslawskoje (Drugehnen) aus in südlicher Richtung zu erreichen.

## Geschichte

### Willgaiten
Im Jahre 1874 wurde der seinerzeit in „Adlig Willgaiten“ und „Köllmisch Willgaiten“ unterteilte Ort namensgebend für den neugeschaffenen Amtsbezirk Willgaiten. Im Jahre 1910 zählten Adlig Willgaiten 19 und Köllmisch Willgaiten 59 Einwohner. Am 30. September 1928 schlossen sich Adlig Willgaiten und Köllmisch Willgaiten mit mehreren Nachbarorten zur neuen Landgemeinde Dommelkeim (heute russisch: Pawlinino) zusammen. Sie war in den Amtsbezirk Seefeld (russisch: Prostornoje, nicht mehr existent) eingegliedert, der dann im Amtsbezirk Drugehnen (Pereslawskoje) aufging. Infolge des Zweiten Weltkrieges kam Willgaiten mit dem nördlichen Ostpreußen zur Sowjetunion.

#### Amtsbezirk Willgaiten (1874–1930)
Zwischen 1874 und 1930 bestand der zum Kreis Fischhausen gehörende Amtsbezirk Willgaiten, der anfangs aus sieben Orten bestand:
| Name                 | Russischer Name | Bemerkungen                       |
| -------------------- | --------------- | --------------------------------- |
| Adlig Willgaiten     | Kolossowka      | 1928 nach Dommelkeim eingemeindet |
| Barrücken            |                 | 1928 nach Dommelkeim eingemeindet |
| Barsenicken          |                 | 1928 nach Dommelkeim eingemeindet |
| Dommelkeim           | Pawlinino       |                                   |
| Köllmisch Willgaiten | Kolossowka      | 1928 nach Dommelkeim eingemeindet |
| Quanditten           | Sinjawino       | 1928 nach Drugehnen eingemeindet  |
| Taukitten            |                 | 1928 nach Dommelkeim eingemeindet |

Aufgrund der Umstrukturierungen bestand der Amtsbezirk Willgaiten bei seiner Auflösung per 1. April 1930 nur noch aus der Gemeinde Dommelkeim, die in den Amtsbezirk Seefeld, danach: Drugehnen, eingegliedert war und ab 1939 zum Landkreis Samland gehörte.

### Wiekau (Chrustalnoje)
Wiekau wurde 1283 gegründet.  Hier entdeckte man später ein großes Brandgräberfeld mit reichen Stücken aus der älteren Bronze- und Eisenzeit. Am 13. Juni 1874 wurde Wiekau in den neu gebildeten Amtsbezirk Seefeld (russisch: Prostoroje, nicht mehr existent) eingegliedert, der bis 1930 bestand und zum Kreis Fischhausen im Regierungsbezirk Königsberg der preußischen Provinz Ostpreußen gehörte. Im Jahre 1910 zählte Wiekau 133 Einwohner.
Am 30. September 1928 schlossen sich die Orte Pentekinnen, Klaukinnen und Reessen (alle nicht mehr existent) sowie Prilacken (russisch: Bratskoje, nicht mehr existent) und Wiekau zur neuen Landgemeinde Wiekau zusammen. Die Einwohnerzahl stieg bis 1933 auf 275 und betrug 1939 noch 273. Als am 18. Mai 1930 der Amtsbezirk Seefeld aufgelöst bzw. in Amtsbezirk Drugehnen (Pereslawskoje) umbenannt wurde, war Wiekau hier eingegliedert, von 1939 bis 1945 dann zum Landkreis Samland zugehörig. 
Auch Wiekau kam in Kriegsfolge 1945 zur Sowjetunion. Der Ort erhielt 1947 die russische Bezeichnung Chrustalnoje und wurde gleichzeitig in den Dorfsowjet Pereslawski selski Sowet im Rajon Primorsk eingeordnet.

### Kolossowka
Im Jahr 1947 wurde Willgaiten in Kolossowka umbenannt und gleichzeitig in den Dorfsowjet Pereslawski selski Sowet im Rajon Primorsk eingeordnet. Vor 1976 wurde der Ort Chrustalnoje an Kolossowka angeschlossen. Von etwa 2000 bis 2001 war Kolossowka Sitz eines Dorfbezirks (ru. Колосовский сельский округ, Kolossowski selski okrug). Von 2005 bis 2015 gehörte Kolossowka zur Landgemeinde Pereslawskoje selskoje posselenije und seither zum Stadtkreis Selenogradsk.

## Kirche
Die Bewohner Willgaitens und Wiekaus waren vor 1945 fast ausnahmslos evangelischer Konfession. Beide Orte waren in unterschiedliche Kirchspiele eingepfarrt: während Willgaiten zur Pfarrkirche in Wargen (heute russisch: Kotelnikowo) gehörte, war Wiekau zur Kirche Kumehnen (Kumatschowo) hin orientiert. Beide Pfarreien allerdings waren Teil des Kirchenkreises Fischhausen (Primorsk) innerhalb der Kirchenprovinz Ostpreußen der Kirche der Altpreußischen Union.
Heute liegt Kolossowka im Einzugsgebiet der evangelisch-lutherischen Auferstehungskirche in Kaliningrad (Königsberg) in der Propstei Kaliningrad der Evangelisch-lutherischen Kirche Europäisches Russland.

## Talsperre
Der Königsberger Stadtbaurat P. Naumann ließ bei Wiekau eine Talsperre bauen. Zwischen 1887 und 1895 entstanden, diente sie der Trinkwasserversorgung von Königsberg i. Pr. Die Zuleitung erfolgte durch einen Kanal, der bei Wargen in den Landgraben (Samland) geleitet wurde.

## Strafanstalten
Kolossowka ist ein Zentrum des Strafvollzugs in der Oblast Kaliningrad. Es gibt dort ein Untersuchungsgefängnis mit 153 Plätzen und eine Besserungsanstalt für weibliche Strafgefangene mit 639 Plätzen.